# 100 mètres brasse masculin aux championnats du monde de natation 2024
Cet article traite de l'épreuve masculine. Pour la compétition féminine, voir 100 mètres brasse féminin aux championnats du monde de natation 2024.
Le 100 mètres brasse masculin est une épreuve de natation sportive des championnats du monde de natation 2024. Elle a lieu les 11 et 12 février 2024 à Doha au Qatar.

## Records
Avant cette compétition, les records dans cette discipline étaient :
| Record du monde       | 56 s 88 | Adam Peaty | 21 juillet 2019 | Gwangju, Corée du Sud |
| Record du championnat | 56 s 88 | Adam Peaty | 21 juillet 2019 | Gwangju, Corée du Sud |

## Résultats détaillés
Les 16 meilleurs temps se qualifient pour les demi-finales (Q), puis les 8 meilleurs demi-finalistes passent en finale (F).

### Séries
| Rang | Série | Ligne | Nageur                 | Pays                                                                          | Temps       | Commentaire |
| Rank | Heat  | Lane  | Name                   | Nationality                                                                   | Time        | Notes       |
| ---- | ----- | ----- | ---------------------- | ----------------------------------------------------------------------------- | ----------- | ----------- |
| 1    | 8     | 4     | Nic Fink               | États-Unis                                                                    | 59.19       | Q           |
| 2    | 6     | 4     | Nicolò Martinenghi     | Italie                                                                        | 59.27       | Q           |
| 3    | 8     | 3     | Adam Peaty             | Royaume-Uni                                                                   | 59.34       | Q           |
| 4    | 6     | 3     | Caspar Corbeau         | Pays-Bas                                                                      | 59.38       | Q           |
| 5    | 8     | 5     | Lucas Matzerath        | Allemagne                                                                     | 59.43       | Q           |
| 6    | 6     | 2     | Jake Foster            | États-Unis                                                                    | 59.61       | Q           |
| 6    | 7     | 4     | Arno Kamminga          | Pays-Bas                                                                      | 59.61       | Q           |
| 8    | 7     | 5     | Melvin Imoudu          | Allemagne                                                                     | 59.72       | Q           |
| 9    | 6     | 1     | Ilya Shymanovich       | NIAWorld Aquatics : Neutral Independent Athletes (athlète neutre indépendant) | 59.81       | Q           |
| 9    | 7     | 3     | Sam Williamson         | Australie                                                                     | 59.81       | Q           |
| 11   | 7     | 2     | Andrius Šidlauskas     | Lituanie                                                                      | 59.84       | Q           |
| 12   | 8     | 6     | Ludovico Viberti       | Italie                                                                        | 59.86       | Q           |
| 13   | 7     | 7     | Dong Zhihao            | Chine                                                                         | 59.97       | Q           |
| 14   | 8     | 2     | Choi Dong-yeol         | Corée du Sud                                                                  | 1:00.15     | Q           |
| 15   | 6     | 5     | Berkay Ömer Öğretir    | Turquie                                                                       | 1:00.27     | Q           |
| 16   | 7     | 6     | Denis Petrashov        | Kirghizistan                                                                  | 1:00.47     | Q           |
| 17   | 6     | 6     | James Wilby            | Royaume-Uni                                                                   | 1:00.49     |             |
| 18   | 8     | 7     | Bernhard Reitshammer   | Autriche                                                                      | 1:00.50     |             |
| 19   | 8     | 8     | Matti Mattsson         | Finlande                                                                      | 1:00.57     |             |
| 20   | 7     | 1     | Darragh Greene         | Irlande                                                                       | 1:00.70     |             |
| 21   | 6     | 0     | Maksym Ovchinnikov     | Ukraine                                                                       | 1:00.72     |             |
| 22   | 6     | 7     | Jan Kałusowski         | Pologne                                                                       | 1:00.74     |             |
| 23   | 6     | 8     | James Dergousoff       | Canada                                                                        | 1:00.77     |             |
| 24   | 5     | 7     | Peter John Stevens     | Slovénie                                                                      | 1:00.87     |             |
| 25   | 8     | 1     | Miguel de Lara         | Mexique                                                                       | 1:00.88     |             |
| 26   | 8     | 0     | Jérémy Desplanches     | Suisse                                                                        | 1:00.90     |             |
| 27   | 6     | 9     | Carles Coll Martí      | Espagne                                                                       | 1:01.50     |             |
| 28   | 5     | 5     | Matthew Randle         | Afrique du Sud                                                                | 1:01.80     |             |
| 29   | 5     | 3     | Francisco Robalo       | Portugal                                                                      | 1:01.83     |             |
| 30   | 4     | 2     | Alexandre Grand'Pierre | Haïti                                                                         | 1:01.85     |             |
| 31   | 8     | 9     | Tonislav Sabev         | Bulgarie                                                                      | 1:01.95     |             |
| 32   | 5     | 8     | Xavier Ruiz            | Porto Rico                                                                    | 1:02.05     |             |
| 33   | 5     | 4     | Ronan Wantenaar        | Namibie                                                                       | 1:02.09     |             |
| 34   | 7     | 9     | Vojtěch Netrh          | Tchéquie                                                                      | 1:02.13     |             |
| 35   | 4     | 6     | Adam Chillingworth     | Hong Kong                                                                     | 1:02.44     |             |
| 35   | 7     | 8     | Jorge Murillo          | Colombie                                                                      | 1:02.44     |             |
| 37   | 5     | 6     | Arsen Kozhakhmetov     | Kazakhstan                                                                    | 1:02.53     |             |
| 38   | 5     | 9     | Jadon Wuilliez         | Antigua-et-Barbuda                                                            | 1:02.54     |             |
| 39   | 5     | 1     | Julio Horrego          | Honduras                                                                      | 1:02.64     |             |
| 40   | 7     | 0     | Phạm Thanh Bảo         | Vietnam                                                                       | 1:02.94     |             |
| 41   | 4     | 3     | Likhith Selvaraj       | Inde                                                                          | 1:02.96     |             |
| 42   | 3     | 7     | Patrick Pelegrina      | Andorre                                                                       | 1:03.08     |             |
| 43   | 4     | 8     | Panayiotis Panaretos   | Chypre                                                                        | 1:03.35     |             |
| 44   | 5     | 0     | Chao Man Hou           | Macao                                                                         | 1:03.40     |             |
| 45   | 3     | 5     | Adrian Robinson        | Botswana                                                                      | 1:03.42     |             |
| 46   | 4     | 5     | Muhammad Raharjo       | Indonésie                                                                     | 1:03.46     |             |
| 47   | 3     | 4     | Denis Svet             | Moldavie                                                                      | 1:03.62     |             |
| 48   | 5     | 2     | Amro Al-Wir            | Jordanie                                                                      | 1:03.72     |             |
| 49   | 4     | 1     | Daniils Bobrovs        | Lettonie                                                                      | 1:03.85     |             |
| 50   | 3     | 3     | Vicente Villanueva     | Chili                                                                         | 1:03.91     |             |
| 51   | 3     | 6     | Giacomo Casadei        | Saint-Marin                                                                   | 1:04.11     |             |
| 52   | 4     | 0     | Tasi Limtiaco          | États fédérés de Micronésie                                                   | 1:04.16     |             |
| 53   | 3     | 0     | Jacob Story            | Îles Cook                                                                     | 1:04.32     |             |
| 54   | 2     | 6     | Abobakr Abass          | Soudan                                                                        | 1:04.40     |             |
| 55   | 1     | 6     | Munzer Kabbara         | Liban                                                                         | 1:04.54     |             |
| 56   | 4     | 4     | Tomas Peribonio        | Équateur                                                                      | 1:04.74     |             |
| 57   | 2     | 4     | Matthew Lawrence       | Mozambique                                                                    | 1:04.75     |             |
| 58   | 3     | 8     | Ashot Chakhoyan        | Arménie                                                                       | 1:04.92     |             |
| 59   | 4     | 7     | Jonathan Raharvel      | Madagascar                                                                    | 1:05.08     |             |
| 60   | 3     | 1     | Luis Weekes            | Barbade                                                                       | 1:06.27     |             |
| 61   | 2     | 5     | Jonathan Chung         | Maurice                                                                       | 1:06.31     |             |
| 62   | 3     | 9     | Saud Ghali             | Bahreïn                                                                       | 1:07.19     |             |
| 63   | 2     | 1     | Omar Al-Hammadi        | Émirats arabes unis                                                           | 1:08.23     |             |
| 64   | 1     | 5     | Thomas Chen            | Papouasie-Nouvelle-Guinée                                                     | 1:08.39     |             |
| 65   | 2     | 7     | Osama Trabulsi         | Syrie                                                                         | 1:08.62     |             |
| 66   | 2     | 2     | Jayden Loran           | Curaçao                                                                       | 1:08.70     |             |
| 67   | 3     | 2     | Roberto Bonilla        | Guatemala                                                                     | 1:09.46     |             |
| 68   | 2     | 0     | Ghaith Hussein         | Irak                                                                          | 1:10.28     |             |
| 69   | 2     | 8     | Chadd Ng               | Eswatini                                                                      | 1:10.55     |             |
| 70   | 1     | 8     | Fahim Anwari           | Afghanistan                                                                   | 1:10.86     |             |
| 71   | 1     | 1     | Sébastien Kouma        | Mali                                                                          | 1:14.39     |             |
| 72   | 1     | 0     | Mubal Azzam Ibrahim    | Maldives                                                                      | 1:14.58     |             |
| 73   | 1     | 3     | Fodé Camara            | Guinée                                                                        | 1:16.17     |             |
| 74   | 2     | 9     | Jion Hosei             | Palaos                                                                        | 1:16.30     |             |
| –    | 1     | 4     | Rashed Al-Tarmoom      | Koweït                                                                        | Non partant | Non partant |
| –    | 1     | 7     | Jainny Pinto           | Sao Tomé-et-Principe                                                          | Non partant | Non partant |
| –    | 2     | 3     | Micah Masei            | Samoa américaines                                                             | Non partant | Non partant |
| –    | 4     | 9     | Abdul Aziz Al-Obaidly  | Qatar                                                                         | Non partant | Non partant |
| –    | 1     | 2     | Damien Shamambo        | Zambie                                                                        | Disqualifié | Disqualifié |

### Demi-finales
| Rang | Série | Ligne | Nageur              | Pays                                                                          | Temps   | Commentaire |
| ---- | ----- | ----- | ------------------- | ----------------------------------------------------------------------------- | ------- | ----------- |
| 1    | 2     | 5     | Adam Peaty          | Royaume-Uni                                                                   | 58.60   | F           |
| 2    | 2     | 4     | Nic Fink            | États-Unis                                                                    | 58.73   | F           |
| 3    | 2     | 6     | Arno Kamminga       | Pays-Bas                                                                      | 58.87   | F           |
| 4    | 1     | 4     | Nicolò Martinenghi  | Italie                                                                        | 59.13   | F           |
| 5    | 2     | 3     | Lucas Matzerath     | Allemagne                                                                     | 59.30   | F           |
| 6    | 1     | 5     | Caspar Corbeau      | Pays-Bas                                                                      | 59.33   | F           |
| 7    | 1     | 2     | Sam Williamson      | Australie                                                                     | 59.35   | F           |
| 8    | 2     | 2     | Ilya Shymanovich    | NIAWorld Aquatics : Neutral Independent Athletes (athlète neutre indépendant) | 59.40   | F           |
| 9    | 1     | 3     | Jake Foster         | États-Unis                                                                    | 59.48   |             |
| 10   | 1     | 7     | Ludovico Viberti    | Italie                                                                        | 59.61   |             |
| 11   | 1     | 1     | Choi Dong-yeol      | Corée du Sud                                                                  | 59.74   |             |
| 12   | 2     | 7     | Andrius Šidlauskas  | Lituanie                                                                      | 59.79   |             |
| 13   | 1     | 8     | Denis Petrashov     | Kirghizistan                                                                  | 59.82   |             |
| 14   | 1     | 6     | Melvin Imoudu       | Allemagne                                                                     | 1:00.08 |             |
| 15   | 2     | 8     | Berkay Ömer Öğretir | Turquie                                                                       | 1:00.18 |             |
| 16   | 2     | 1     | Dong Zhihao         | Chine                                                                         | 1:00.45 |             |

### Finale
| Rang               | Ligne | Nageur             | Pays                                                                          | Temps   |
| ------------------ | ----- | ------------------ | ----------------------------------------------------------------------------- | ------- |
| Médaille d'or      | 5     | Nic Fink           | États-Unis                                                                    | 58 s 57 |
| Médaille d'argent  | 3     | Nicolò Martinenghi | Italie                                                                        | 58 s 84 |
| Médaille de bronze | 4     | Adam Peaty         | Royaume-Uni                                                                   | 59 s 10 |
| 4                  | 1     | Sam Williamson     | Australie                                                                     | 59 s 21 |
| 5                  | 6     | Arno Kamminga      | Pays-Bas                                                                      | 59 s 22 |
| 6                  | 8     | Ilya Shymanovich   | NIAWorld Aquatics : Neutral Independent Athletes (athlète neutre indépendant) | 59 s 35 |
| = 7                | 2     | Lucas Matzerath    | Allemagne                                                                     | 59 s 37 |
| = 7                | 7     | Caspar Corbeau     | Pays-Bas                                                                      | 59 s 37 |